# Phyllonorycter cinctata
Phyllonorycter cinctata is een vlinder uit de familie van de mineermotten (Gracillariidae). De wetenschappelijke naam van de soort werd voor het eerst geldig gepubliceerd in 1973 door Tosio Kumata.